# 澳門車輛號牌
澳門車輛登記號碼，是澳門的汽車牌號（俗稱：汽車牌號「車牌」或「車牌號碼」）。牌照在回歸前是由澳門市政廳負責發出，及後由臨時澳門市政局發出。2001年元旦起，由新組成的民政總署負責發出，及至2008年5月13日，澳門政府成立了交通事務局，因而現時由交通事務局負責。

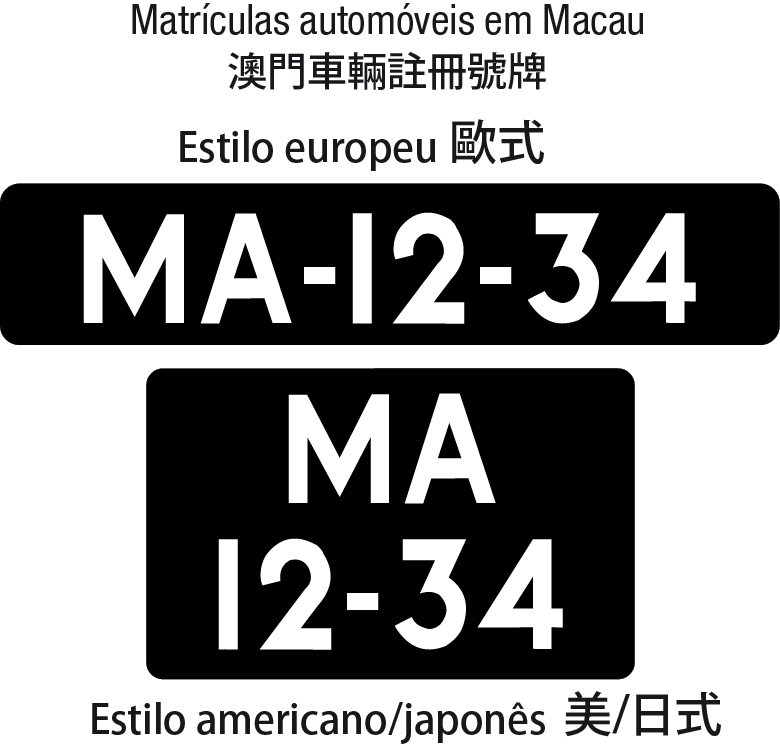
澳門車牌註冊號牌設計樣式

## 簡述
在澳門行走的車輛需要在車頭及車尾各展示一張汽車牌號。牌面由塑料製成，使用黑底白字（此外，免稅車輛採用黃字），首尾車牌同樣，長闊介乎8至11公分之間。現在的標準於1960年代起使用。而澳門車輛註冊號牌格式標準則類似葡萄牙車輛註冊號牌（1937年至1992年款式）。

## 登記號碼編碼系統

### 暫時車輛

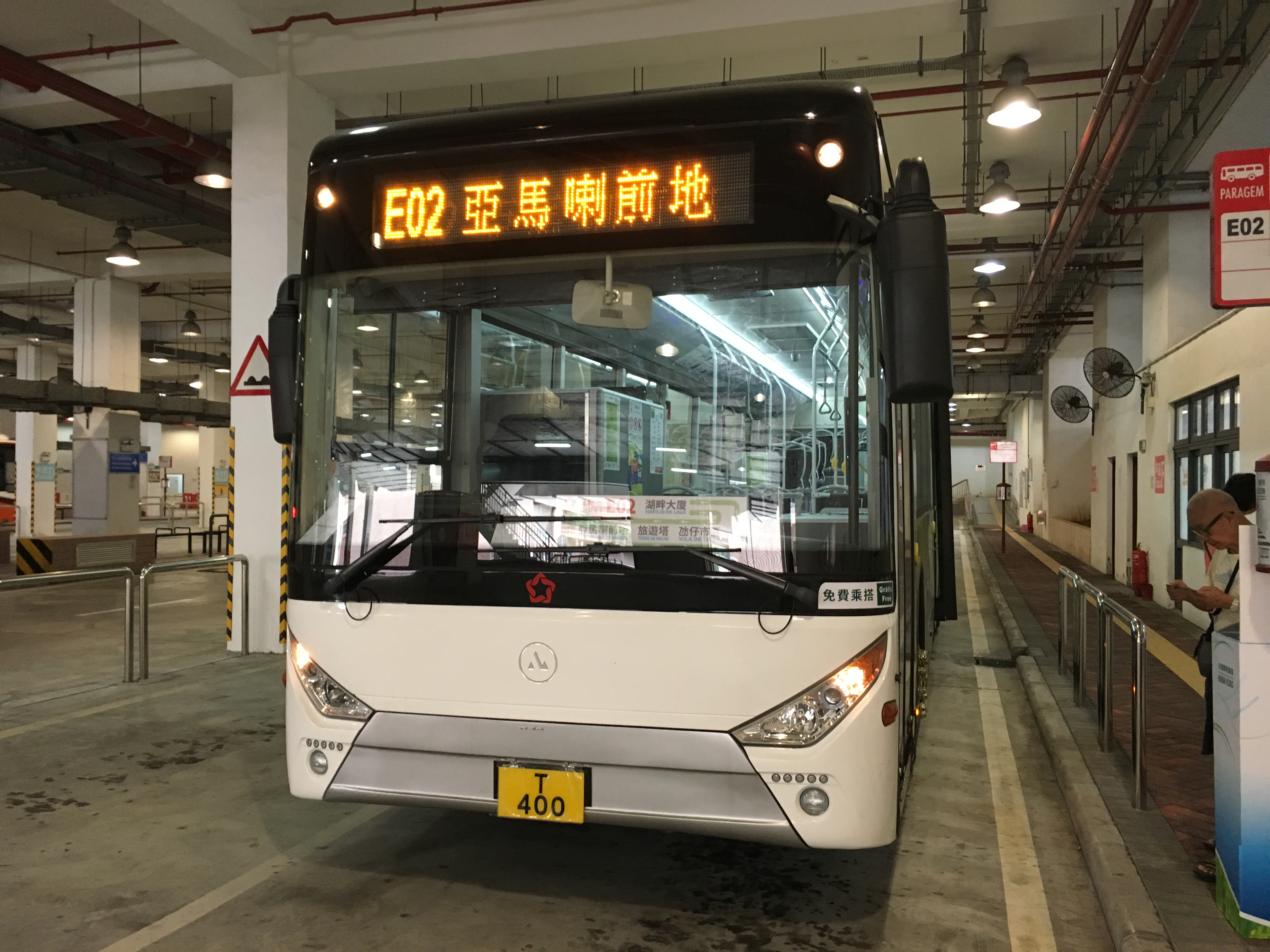
暫時制度車牌樣式

「T」車牌：取自葡萄牙語Temporária，意思為暫時制度。意思代表車輛只是暫時投入行駛在澳門。

### 新車

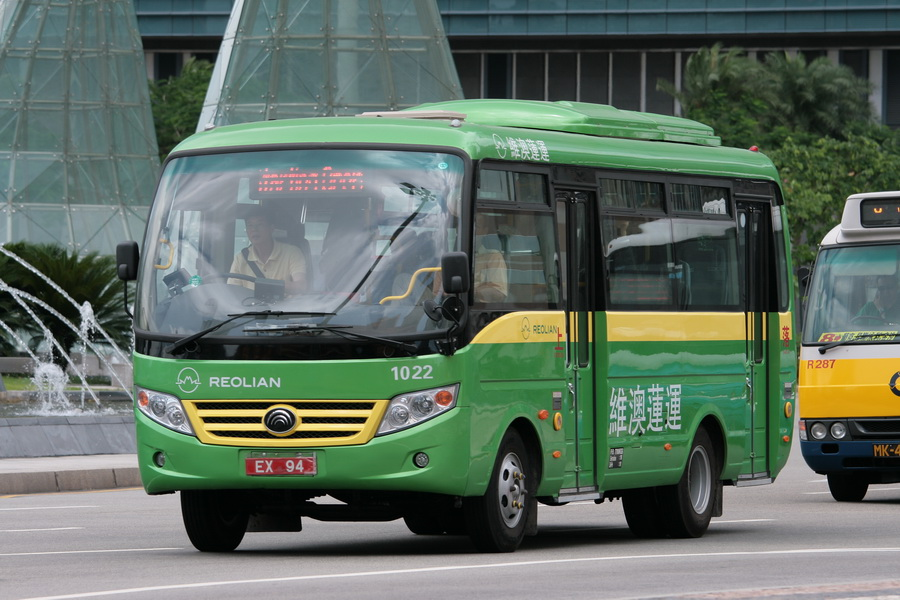
車輛尚未註冊時車牌樣式

新車的試車車牌分為兩種，一種是「ES」車牌，而另一種是「EX」車牌。車商可按其實際需要而以其名義申請「ES」車牌，或因新車註冊而為車主代辦申請「EX」車牌︰
- 「ES」車牌一般只用於車行未出售的新車，其車牌為白底紅字，並不提供予用家。主要是供出售且存放於已領有適當獲發准照的商人的場所中的車輛，或以個人名義進口供個人使用的車輛，在註冊前允許以「特別」制度在公共道路通行，但只可由車輛所有人「商人」、有關僱員或由合資格人士陪同的他人作示範駕駛或試驗用途時才可於公共道路通行。
- 「EX」車牌則是正式試車牌，其車牌為紅底白字，意思是「本車尚未註冊」。車牌對象為辦理新車註冊手續期間，允許車輛以「試驗」制度在公共道路之通行，包括用於新車檢驗。[1]

在回歸之前，「EX」字母放在兩位數字的後方，並在數字前方加入「AL」字頭。
正式車輛編號將會進行抽籤，抽籤結果於工作日下午五時在交通事務局網站公佈。

### 民用及商業車輛

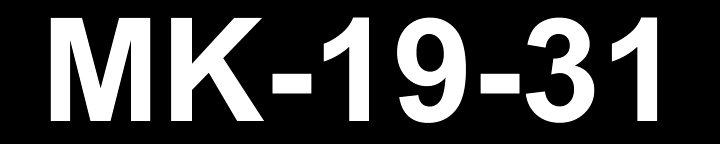
澳門民用車牌樣式

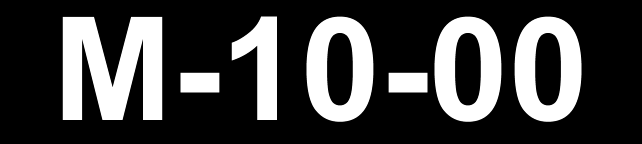
特別號碼的車牌樣式

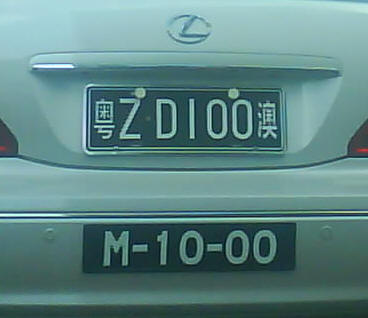
上方：來往中澳兩地車輛所使用的車牌。下方：澳門典型車牌。圖中所示的「M-10-00」澳門車輛登記號碼是由拍賣而得的車輛登記號碼。

- 2021年9月或之前所發出民用及商業車輛的登記號碼是澳門的葡萄牙語的首個字元「M」字加以一個英文字母配以一組4位數字（10-00至99-99），英文字母之後，及每2個數字就會有一個「-」的符號。民用車輛的使用黑底白字；免稅車輛則使用黑底黃字，在1997年起生效[3]，包括作集體運輸乘客之車輛（如巴士及旅遊車）、集體運輸傷殘人士之車輛、專用作接送學校學生之車輛，以及只使用石油燃料替代能源的新機動車輛（如純電動汽車或燃氣汽車）之企業或團體的車輛[4]。公共巴士服務自新公交經營模式後，所有巴士首兩年需繳稅，兩年後免稅，並由政府退回首兩年稅予營運公司。

- 最早發出的登記號碼只得「M」字母，由「01」發出至「99」，後來擴展至由「10-00」發出至「99-99」，然後是「MA」字頭（MA-10-00至MA-99-99），接著是「MB」字頭（MB-10-00至MB-99-99），如此類推。舊式的澳門車牌是不反光的突字車牌，1998年開始（大約出到「MH」字頭）新發出的澳門車牌採用平面的反光車牌。

- 一些特別號碼例如「M×-88-88」、「M-10-00」也被抽起，供交通事務局作拍賣使用，電單車車牌分為兩組分類拍賣，而汽車車牌一般分有四組分類拍賣：[5]

| 汽車車牌號碼 | 拍賣底價  | 例子 |
| ------------ | --------- | --- |
| 組別A        | $ 250,000 | ××-22-22、××-33-33、××-66-66、××-88-88、××-99-99                                                                                            |
| 組別B        | $ 200,000 | ××-11-11、××-18-81、××-88-88、××-18-88、××-22-88、××-28-28、××-88-88、 ××-28-82、××-33-88、××-66-88、××-68-68、××-82-28、××-98-89、××-99-88 |
| 組別C        | $ 120,000 | ××-10-00、××-10-01、××-28-88 ...... |
| 組別D        | $ 60,000  | ××-10-10、××-44-44、××-77-77...... |

- 2015年7月29日，澳門的汽車牌號不使用「MV」字頭，在完成發給「MU」組別的汽車註冊編號後，將直接使用「MW」組別的汽車註冊編號，原因是在人手書寫上更容易產生混淆。[6]

- 另外，重型電單車版方面，交通事務局在完成發給「MP」車牌後，將直接使用「MR」車牌，而「MQ」字頭不使用，原因不明[7]；與汽車牌號相同，也不使用「MV」字頭，在完成發給「MU」車牌後，將直接使用「MW」車牌。
- 截至2020年6月，澳門的汽車牌號已發出至「MZ」字頭，自1977年開始發放的M開頭雙字母汽車車牌號段耗盡，澳門交通事務局決議從「AA」號段開始重新發放。
- 截至2022年7月，澳門的汽車牌號已發出至「AA」字頭。
- 截至2023年5月，澳門的汽車牌號已發出至「AB」字頭。

- 截至2024年7月，澳門的汽車牌號已發出至「AC」字頭。[8]。
- 截至2025年8月，澳門的汽車牌號已發出至「AD」字頭。[9]。

##### 海島市車輛
- 在過去，行駛於海島市氹仔島內的車輛亦有專用車牌號碼，樣式為「T」字頭，含義為澳門的葡萄牙語「TAIPA」首個字元和號碼「NÚMERO」組合而成，並配以一組1-2位數字，後來在1960年代已統一改為「M」字母制度。

#### 電單車

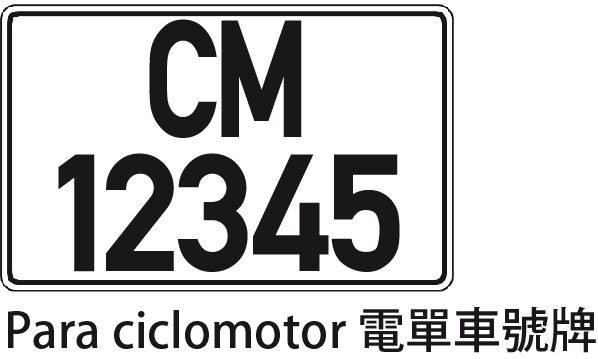
澳門輕型電單車的登記號碼

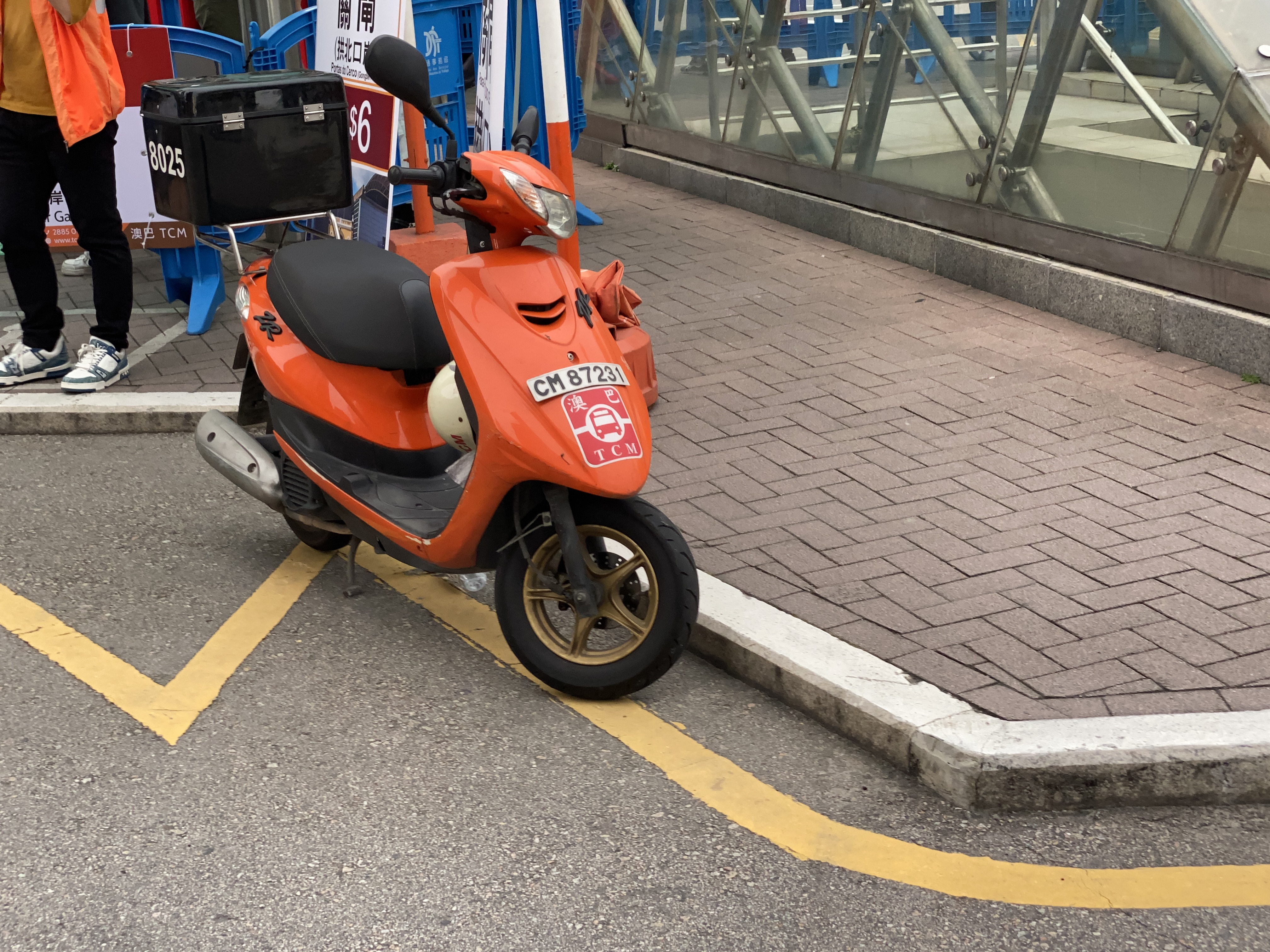
澳門輕型電單車的登記號碼

- 澳門電單車的登記號碼與一般車輛分開發出，並分為2種包括重型電單車（50cc以上）以及輕型電單車（50cc或以下）。

- 重型電單車的登記號碼編碼系統與民用及商業車輛的方法相同。而輕型電單車的登記號碼編碼系統是以「CM」作開頭（即葡萄牙文CicloMotor的簡寫），然後配以4-5個數字，但亦有1-3個數字組成，唯目前市面數目較為罕見，前輟不使用0開頭，與前者不同，輕型電單車的車牌為白底黑字的，免稅輕型電單車則使用黑底黃字。在1980年之前，輕型電單車車牌為純數字組成，最多為4位數字，使用銅板、鍍鉻及蝕字材質，而更早期在數字的前輟更有市政廳標誌。後因交通意外較多，政府才將輕型電單車正式納入車牌管理體制內，並冠以「CM」作開頭。

- 截至2024年7月，澳門的重型電單車車牌號已發出至「MX」字頭；而輕型電單車車牌號已發出至「CM89」字頭。

- 另外，政府規定取得電單車牌照未滿一年之駕駛員，需在電單車上掛上白底紅字的「P」牌（即葡文Carteira de Habilitação Provisória，臨時駕駛執照）。

#### 未來車牌計劃
- 2014年2月，交通事務局表示，澳門車輛增長已發展至每年完結1個英文字母系列，預料數年後將使用至「MZ」字頭的車牌，當時考慮使用「MMA」或「MAA」再配數字的方式發牌，並研究效法歐洲將字母放於數字之間的方式，但未知何時確定方案。[10] 最終，「MMA」或「MAA」再配數字的發牌方式未獲採用，因當局欲避免與東非國家莫桑比克（Moçambique）採用類似的方案。
- 2018年12月，交通事務局表示，按照車輛增加的速度，澳門車牌大約1年至1年3個月消耗1個字頭號碼，預期「MY」及「MZ」字頭的車牌將於 2020年後使用完畢，決定倘「MZ」使用完畢後，車牌字頭將由「AA」字頭開始使用[11]。
- 「AA」字頭車牌於2021年9月起正式在民間及商業車輛使用 [12]，第一個「AA」字頭的汽車車牌號碼於2021年9月24日抽出[13]。

### 特別車輛

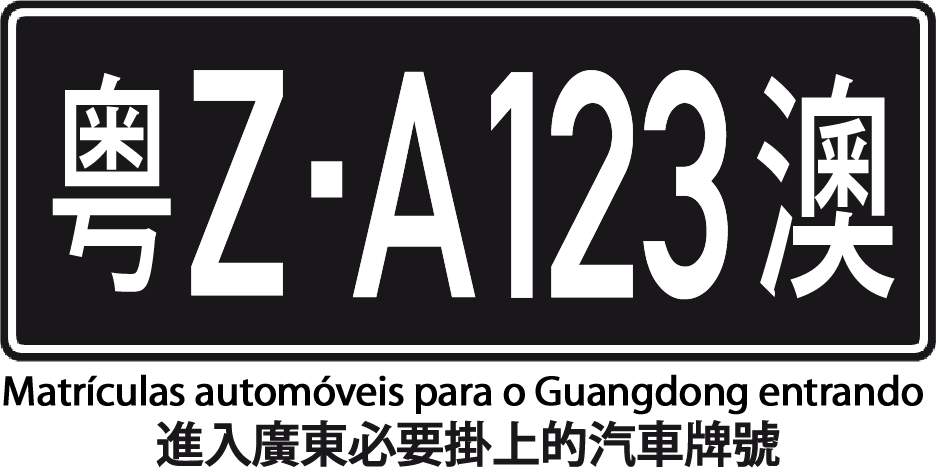

#### 政府車輛

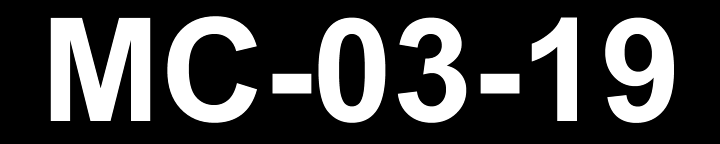
澳門政府車輛車牌樣式

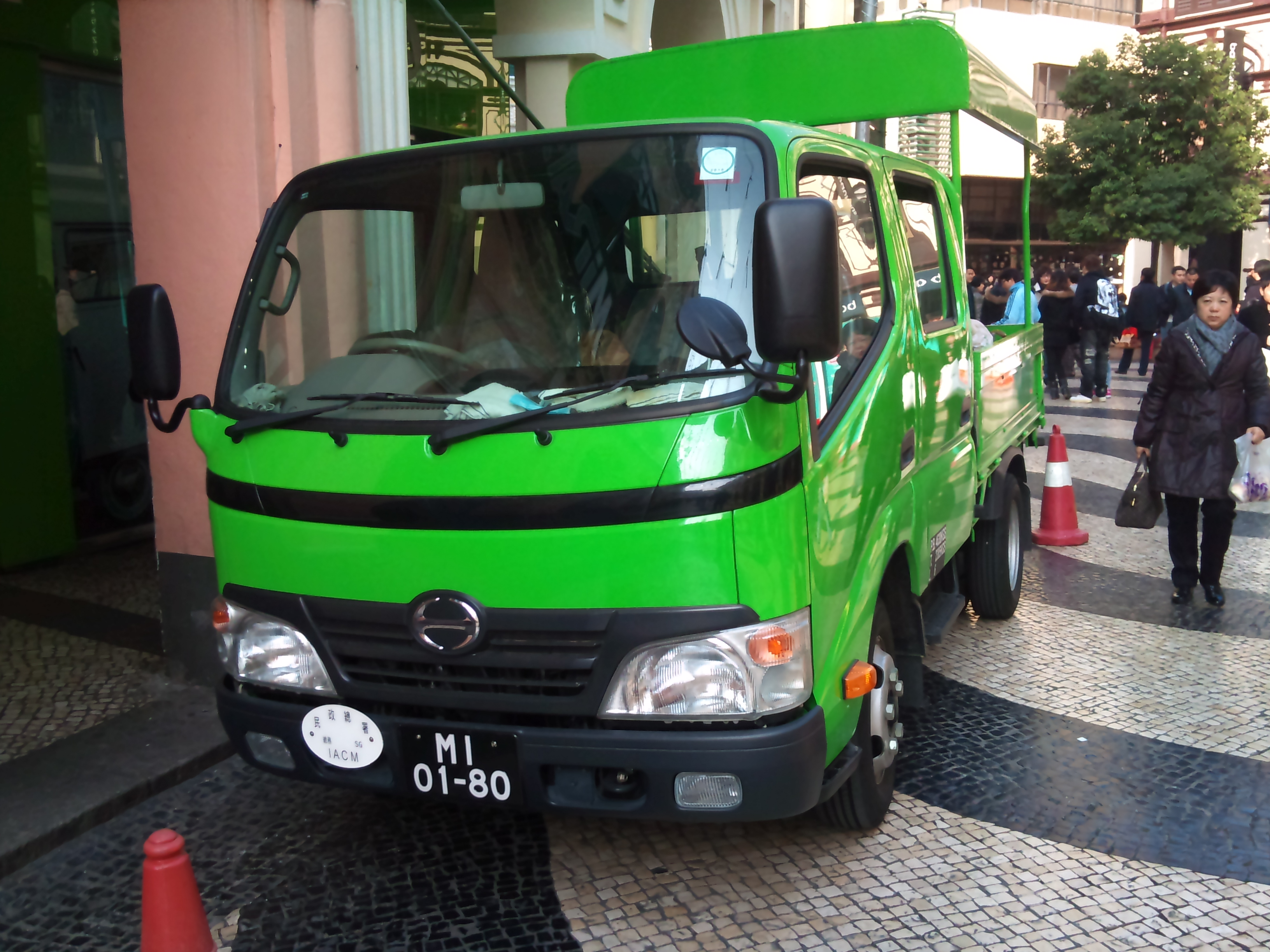
市政署政府車輛車牌

澳門政府各部門所用的車輛與民用及商業車輛的方法一樣，只是澳門政府的車輛所配以的一組4位數字是由「00-01」至「09-99」的，因此在澳門街道上見到車牌號碼中的首個數字為「0」的必定為政府車輛。此外，由2002年10月1日起，各政府車輛也會在車牌的側面掛上一個鵝蛋型狀的塑膠牌寫上所屬的政府部門（但中央人民政府駐澳機構，如中央人民政府駐澳門特別行政區聯絡辦公室、外交部駐澳門特派專員公署等除外；便衣警車 亦不設有「鵝蛋牌」，而配有「MH-0×-××」、「MW-0×-××」的車牌號碼。同時有關機構的車輛亦配有來往中澳兩地的「粵Z」車牌。有趣的是，上述有關車輛的澳門車牌和「粵Z」車牌的號碼是完全一致的）。另外，有部分政府車輛採用MW-0字頭車牌，但暫時未知相關部門名稱，而該等車牌已發出10個。常見的是市政署的MC字頭車牌。而市政署的車牌字頭都是「M×-01」字頭的。至於政府電單車的號碼分配方法也是同上（輕型電單車除外，因為輕型電單車的分配方法是用數字分配，不會另外配給，但必定有「鵝蛋牌」）。
而在1960年或之前，警車會在車牌尾輟顯示「P」（代表 Polícia）；消防車則會在車牌尾輟顯示「C.B.」 (代表Corpo de Bombeiros)；經濟服務車輛在車輛尾輟顯示「SE」（代表 Serviços de Economia） ；公共工程車輛在車輛尾輟顯示「OP」（代表 Obras Públicas）等等。
直至2020年6月為止，全澳總共有2115部政府車輛。

#### 駐澳葡軍車輛
過去在澳門的葡萄牙軍車以「SM」作開頭。後來，葡萄牙將陸軍軍車車牌編號劃一以「ME」、「MG」及「MX」作開頭，因此在1976年之前「ME」及「MG」車牌亦在澳門使用，自此葡軍撤出澳門後，這些車牌亦轉為民用及商業車輛用途。
其中，車牌開首字母「MG」，代表Ministério da Guerra，意思為戰爭部專用，該部門後來在1950年更名為陸軍部。車牌開首字母「ME」，代表Ministério do Exército，意思為陸軍部專用，在1950年起啟用，逐漸取代「MG」車牌。   而「SM」含義可能指Ministério das Subsistências e Transportes，代表國務的民生交通部。

#### 內地車
其實澳門也允許廣東的車進入，但由於澳門面積太小，只配給廣東內與澳門有業務關係的政府部門使用，而且數量在個位數。這類牌子的審批權限同樣都在廣東交通管理局，澳門方面只協助辦理流程。
現實澳門內地駕照互認是資格的互認，而不是車輛可以直接從內地進入澳門。

#### 粵澳跨境營運車
2023年4月27日，廣東省交通運輸廳和澳門交通事務局簽署了《粵澳跨境巴士和計程車配額安排》，隨後在年底起跨境營運巴士商推出新的粵澳巴士，澳門車牌格式為「GC-××-××」。

#### 解放軍駐澳部隊車輛

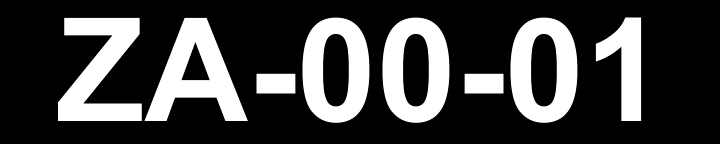
駐澳部隊車輛車牌樣式

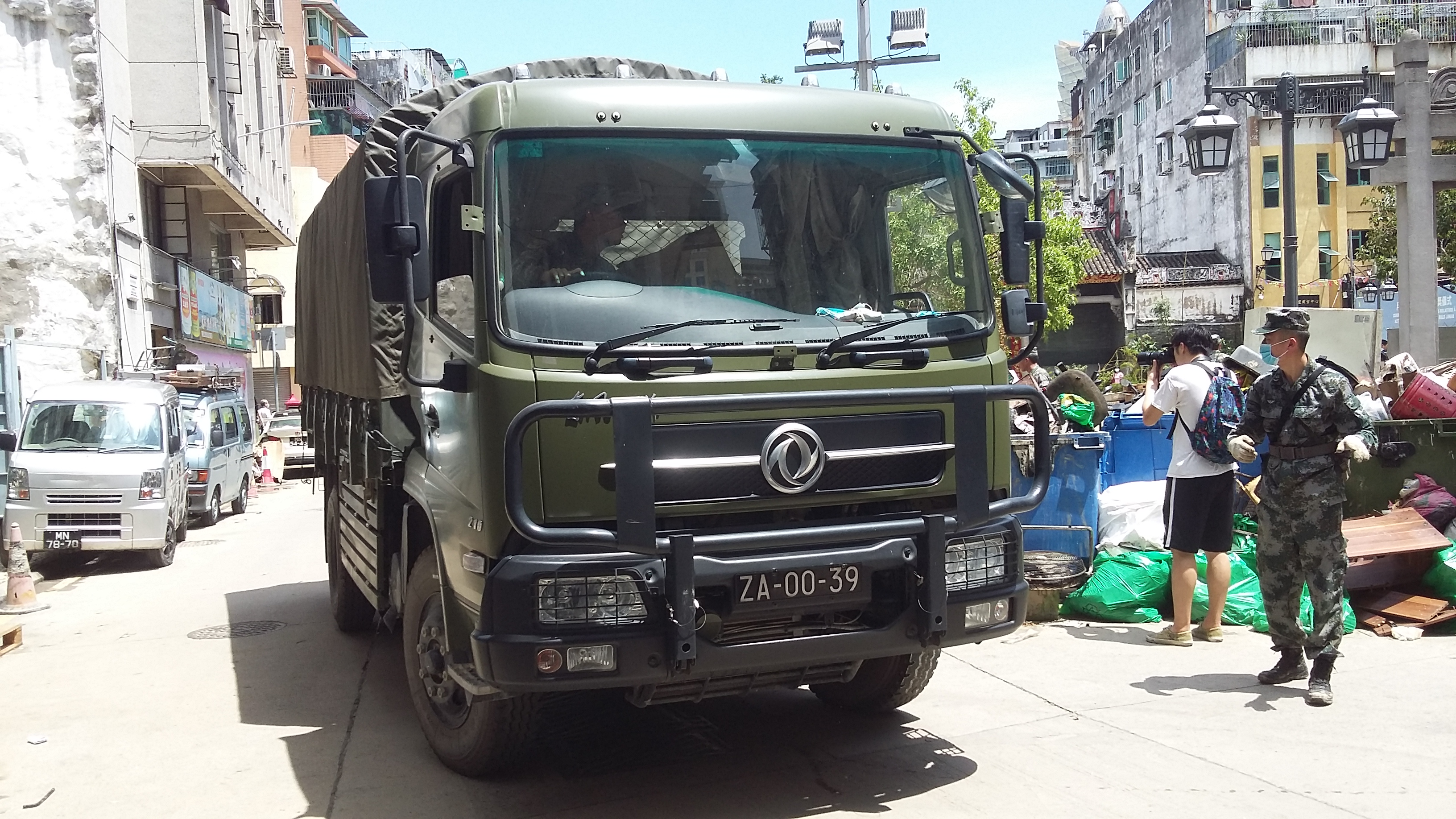
駐澳部隊車輛車牌樣式

由1999年12月20日中午開始，在 中國人民解放軍駐澳門部隊進駐的車輛車輛登記號碼開首字母為「ZA」，為普通話ZhuAo（駐澳）的漢語拼音縮寫，然後配以「0」字以及3個數字，可以算是民用及商業車輛與政府車輛的特別版本。
駐澳解放軍所以使用的ZA車牌，字體及車牌大小參照中國大陸汽車牌號格式，採用西德字體，與澳門一般車牌的字體和車牌大小不同；但顏色及字元格式則按照澳門車牌規格，顏色黑底白字，字元格式「ZA-XX-XX」。而該等車牌不受交通事務局管理。
首部進入澳門的駐澳部隊車輛為「ZA-00-26」。

#### 香港車入澳門
隨著港珠澳大橋於2018年10月24日啟用，港澳兩地車牌概念也因而出現，供香港私家車使用的常規配額共有300個，分為公司配額及個人配額兩類，每類配額各有150個，有效期為三年，由運輸署發放。公司配額供在港澳兩地均有註冊的公司，或在澳門有關連公司的香港註冊公司申請；個人配額則供在澳門從事受薪工作或開設公司的香港永久性居民申請。持有有效配額的私家車可以經大橋進出澳門市內，不限次數，有關安排類似現時粵港兩地牌跨境私家車。由香港前往澳門之非營業車輛獲得澳門當局豁免只需懸掛香港牌號即可進入澳門市區，往來港澳兩地之營業車輛則需同時懸掛澳門及香港牌號（「M×-××-××」或「HK-××-××」）。而大部分澳門往香港車輛都會採用「ZM」字頭香港車牌。2024年7月，由於「ZM」字頭的香港車牌即將用罄，「ZN」字頭隨即用在緊接獲批的赴港配額車輛。

## 特別編碼

### 澳督座駕

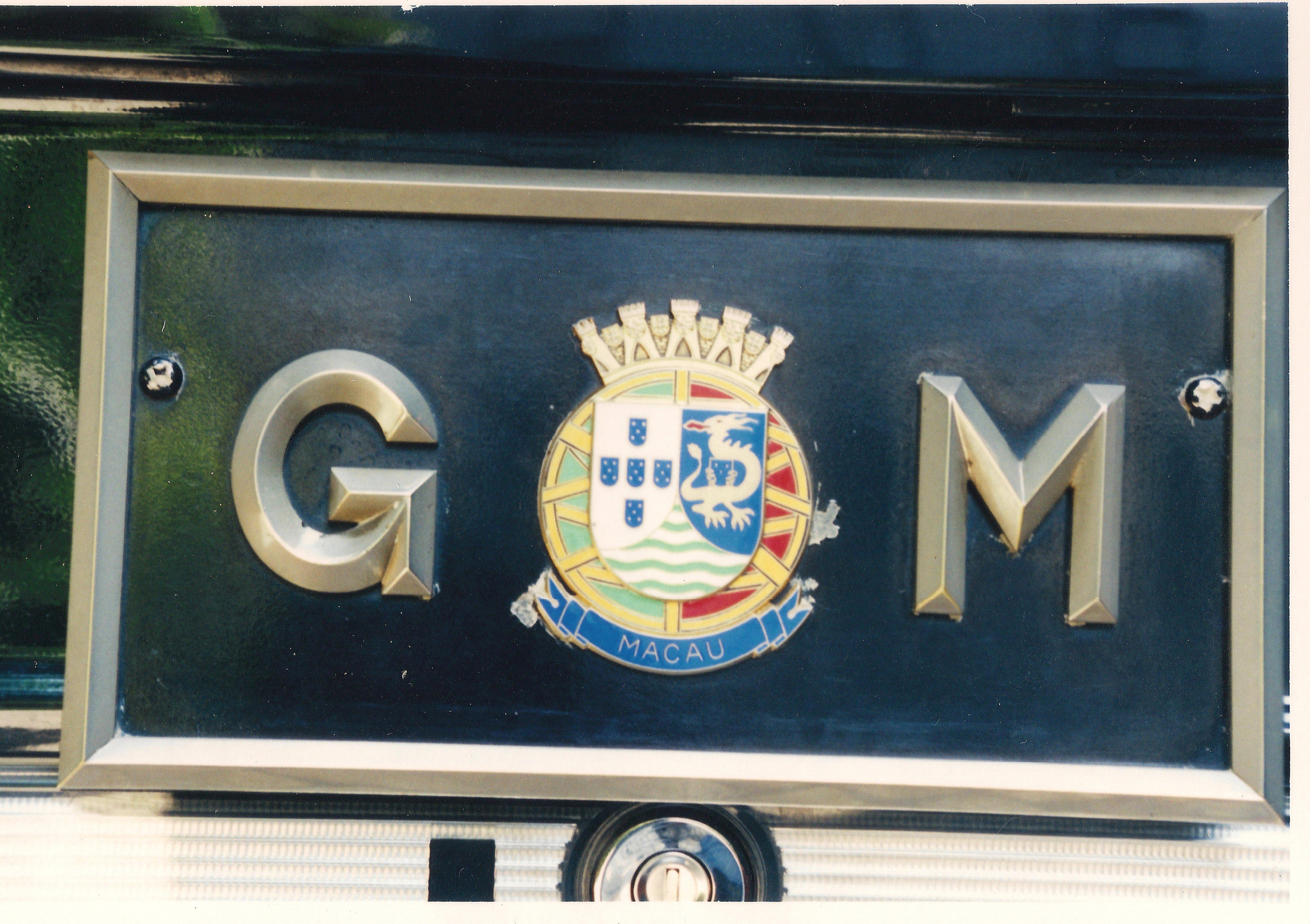
澳門總督後期座駕車牌樣式

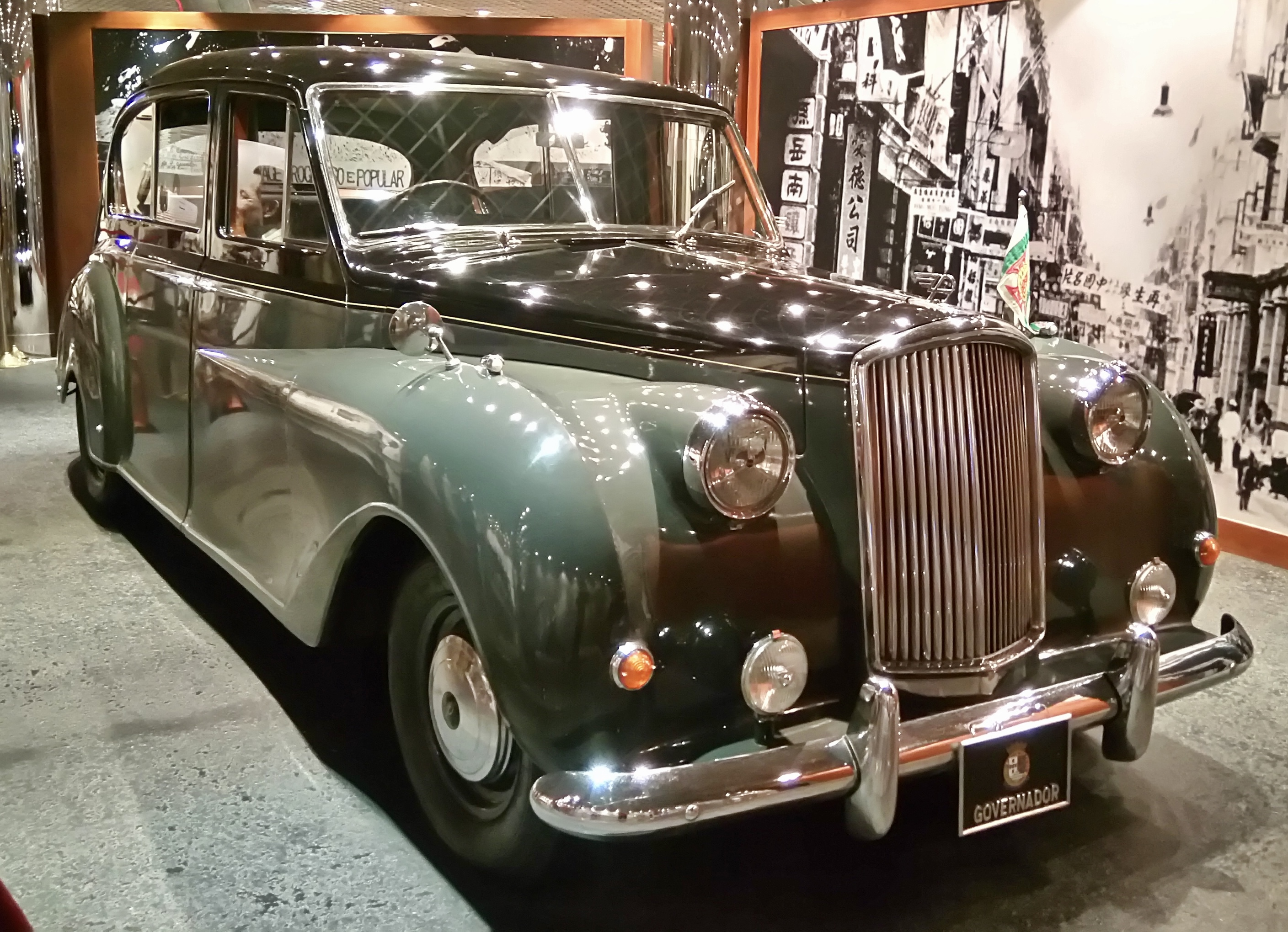
澳門總督早期座駕車牌樣式

澳葡政府時，澳門總督座駕不會掛上一般車牌，而是掛上一個鑲嵌有GM（葡萄牙文的簡寫）字樣，兩字之間是澳門盾徽的一個車牌。
而在海外省制度仍未被廢除時，澳門總督座駕則會被掛上一個鑲嵌有GP（葡萄牙文Governador da província的簡寫）。更早期的澳門總督座駕會直接掛上Governador 車牌。

### 主教公署座駕
天主教主教公署座駕除掛上一般車牌外，還會掛上鑲嵌有PE字樣的專屬識別徽號。PE代表Paço Episcopal，即主教公署。

### 領事座駕
屬外交或領事團成員之車輛除掛上一般車牌外，還會掛上鑲嵌有白底紅字的CC或CD字樣的專屬識別徽號。 早年會當作一般車牌用途。
CC: Consular Corps，意思為領事 ；CD: Diplomatic Corps，意思為外交。

### 賽馬會場內專用車
在澳門賽馬會場內專用的機動車輛，車牌以黃底白字「MJC」作開頭。

### 的士識別
為方便識別的士，除掛上一般車牌外，還會掛上鑲嵌有TAXI為字樣的半圓專屬識別徽號，下方配以1-4位數字組成。其中紅底白字是澳門市政廳發行的永久車牌；綠底白字是海島市市政廳發行的永久車牌；黃底黑字是八年牌照車牌；白底紅字是特別的士車牌。

### 學車
在澳門用作學車作途之車輛，在學車場（駕駛學習暨考試中心）內或外都需掛上鑲嵌有藍底白字的L學車字樣的識別徽號，在更早期則掛學INSTRUCAO車字樣的識別徽號。當考試時，則需掛上鑲嵌有橙黃底黑字考車EXAME字樣的識別徽號。
| 時期 | 學車            | 考車            |
| ---- | --------------- | --------------- |
| 過去 | 學 INSTRUCAO 車 | 學 INSTRUCAO 車 |
| 目前 |                 | 考 車 EXAME     |

### 長車
總重量超過3,500kg或總長度超過12m的所有長車車輛或車組，應在車後壁板裝置一個或兩個由黃色反光及紅色螢光物料製成的牌，以作訊號指示；底盤車輛、用作蓬車的特殊輕型車輛及有裝甲防護的輕型客車除外。
其中，長車應以底為反光黃及邊緣為螢光紅，黑色字體之「VEÍCULO LONGO」牌作訊號指示︰
| 長車 | VEÍCULO LONGO |

### 現已知特別車牌
| 車牌號碼 | 所屬者                                 | 登記車款          | 備註                                               |
| -------- | -------------------------------------- | ----------------- | -------------------------------------------------- |
| M-00-01  | 全國政協副主席何厚鏵專用座駕           | 奔驰邁巴赫S560    |                                                    |
| M-00-02  | 政府總部輔助部門（現為政府總部事務局） | 平治S350L         | [ 26 ]                                             |
| M-00-08  | 警察總局局長                           | 平治S350L         | [ 15 ]                                             |
| M-00-10  | 保護行政長官保鏢專車                   | 福士Multivan      | 不另行設有鵝蛋牌                                   |
| MA-00-01 | 行政長官專用座駕                       | 梅赛德斯-奔驰W221 | 自賀一誠卸任後，「MC-00-01」轉為政府總部事務局用車 |
| MB-00-01 | 行政長官專用座駕                       |                   | 自賀一誠卸任後，「MC-00-01」轉為政府總部事務局用車 |
| MC-00-01 | 行政長官專用座駕                       |                   | 自賀一誠卸任後，「MC-00-01」轉為政府總部事務局用車 |
| MW-00-01 | 行政長官專用座駕                       |                   | 可前往廣東，另配廣東車牌「粵Z0002澳」              |
| MB-00-02 | 接送行政長官與重要貴賓共乘專用座駕     | 梅赛德斯-奔驰W221 | 曾用於接載國務院總理李克強                         |
| MB-00-03 | 立法會主席專用座駕                     |                   |                                                    |
| MG-08-05 | 立法會主席專用座駕                     |                   |                                                    |
| MB-08-88 | 行政法務司司長專用座駕                 |                   |                                                    |
| MC-03-79 | 保安司司長專用座駕                     |                   |                                                    |
| MC-03-88 | 社會文化司司長專用座駕                 | 梅赛德斯-奔驰S350 |                                                    |
| M-33-33  | 前全國政協委員崔耀                     | 現已註銷          |                                                    |
| M-88-88  | 前全國政協委員崔耀                     | 現已註銷          |                                                    |
| M-55-55  | 澳門昔日華人領袖何賢                   |                   |                                                    |
| M-30-00  | 富商何鴻燊私人座駕                     |                   |                                                    |
| M-99-99  | 富商何鴻燊私人座駕                     |                   | 1975年起投入服務，現已註銷                         |
| MA-99-99 | 富商何鴻燊私人座駕                     | [ 30 ]            |                                                    |
| MB-99-99 | 富商何鴻燊私人座駕                     | [ 30 ]            |                                                    |
| MH-99-99 | 富商何鴻燊私人座駕                     | 勞斯萊斯幻影      |                                                    |
| MD-19-99 | 全國政協委員陳明金私人座駕             | 刻有CC領事牌      |                                                    |
| MP-19-99 | 全國政協委員陳明金私人座駕             | 紅旗L5            | 澳門首部紅旗汽車                                   |
| MW-19-62 | 全國政協委員陳明金私人座駕             | 阿斯頓馬丁Rapide  | 象徵陳明金出生年份                                 |
| MW-11-22 | 太陽城老板周焯華                       |                   | 澳門首部法拉利品牌汽車                             |
| MX-67-89 | 澳門商人尹國駒                         | 勞斯萊斯Ghost     | [ 34 ]                                             |
| ZA-00-01 | 中國人民解放軍駐澳門部隊司令員專用車輛 |                   |                                                    |

### 黨和國家領導人座駕
2019年12月18日，中共中央總書記、中國國家主席習近平訪問澳門，澳門政府安排設有「AA-20-19」車牌之座駕接載，象徵2019年。
2024年12月18日，中共中央總書記、中國國家主席習近平訪問澳門，澳門政府特別配備「M-00-25」車牌之座駕接載，象徵澳門特區成立25週年，其夫人則使用「AA-00-25」，其他高級官員則使用「MH-00-01」，在交通事務局上均沒有該這些車輛任何車牌註冊紀錄。
| 車牌號碼 | 所屬者                               | 使用車款 | 備註                                                   |
| -------- | ------------------------------------ | -------- | ------------------------------------------------------ |
| AA-00-25 | 中國國家主席習近平夫人彭麗媛專用座駕 | 紅旗N701 | 僅在2024年12月18-20日作專用座駕使用                    |
| AA-20-19 | 中國國家主席習近平專用座駕           | 平治S650 | 僅在2019年12月18-20日作專用座駕，事後仍在服役中        |
| M-00-25  | 接載中共高級官員專用座駕             | 紅旗N701 | 僅在2024年12月18-20日作專用座駕使用，                  |
| MH-00-01 | 警察總局局長                         | 宇通T7   | 僅在2024年12月18-20日作專用座駕使用，另配備「粵C」車牌 |

## 短期性特別編碼

### 澳門主權移交

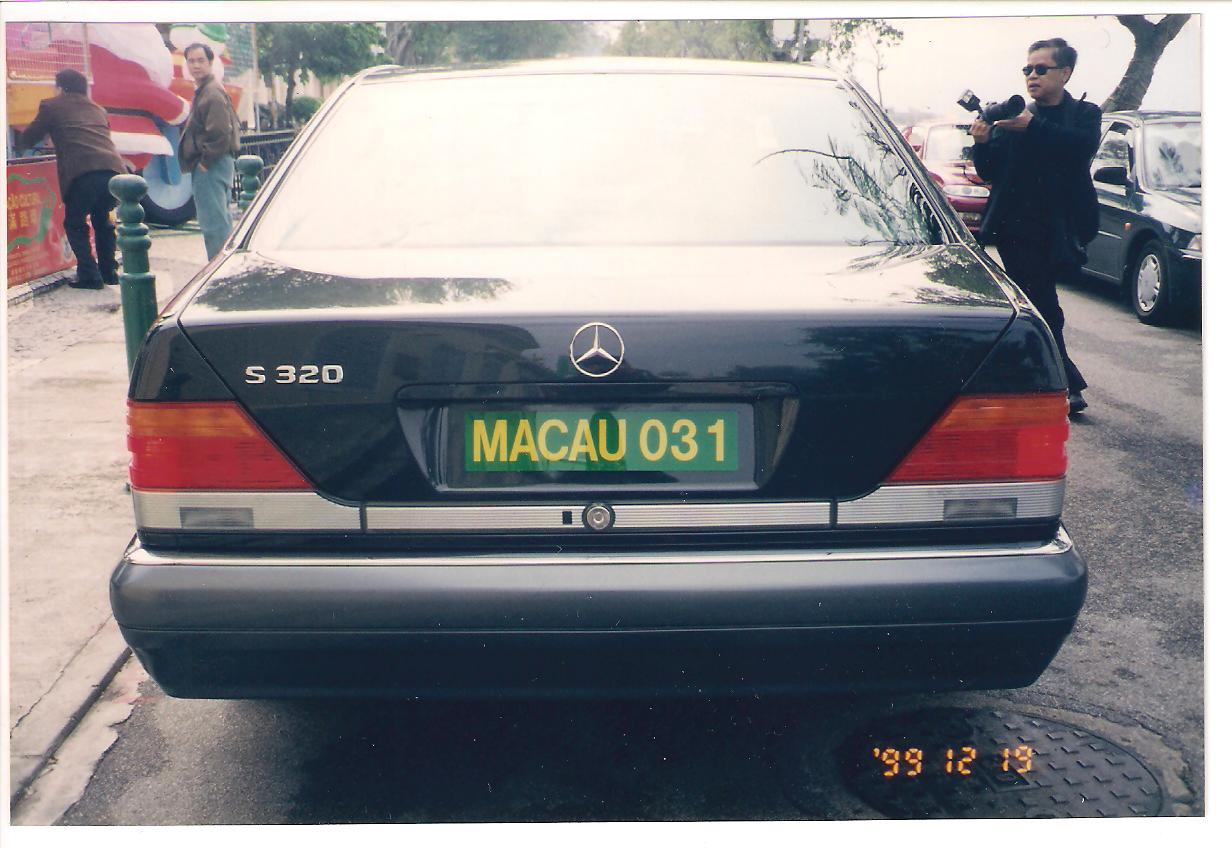
澳門政權交接期間接載貴賓人員的平治房車及車牌樣式

在澳門主權移交前後期間，葡、中雙方官員在各個儀式場館間的交通安排，由澳葡政府發出的特別車牌。牌面是綠底黃字。

### 澳門東亞運動會

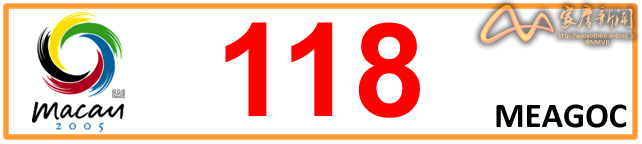
東亞運期間寶馬房車車牌樣式

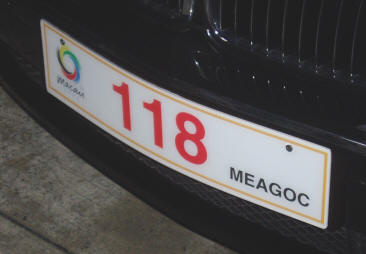
澳門東亞運動會期間寶馬房車車牌樣式

為了配合澳門東亞運動會的成功舉辦以及方便各貴賓在澳門在任何地方上落的安排，治安警察局交通廳聯同2005年東亞運動會澳門組織委員會達成協議，在2005年10月25日至11月9日期間特設有250部寶馬房車，分別以1至250為「車輛登記號碼」。牌面是白底紅字，並由橘色的幼邊包圍著。在「車輛登記號碼」的左面印有澳門東亞運的會徽，而右下角則寫著「MEAGOC」的字樣，即2005年東亞運動會澳門組織委員會的英文簡寫。值得一提的是這種車輛登記號碼在澳門是歷史上的首次之外，也是首次採用香港車輛登記號碼的反光的物料製成的。

### 澳門葡語系運動會
為了配合首屆葡語系運動會的成功舉辦以及方便各貴賓在澳門在任何地方上落的安排，治安警察局交通廳聯同2006年葡語系運動會澳門籌備委員會達成協議，在2006年10月2日至10月20日期間特設有康達、平治房車共350部，分別以1至350為「車輛登記號碼」。牌面是白底紅字，並由綠色的幼邊包圍著。在「車輛登記號碼」的左面印有葡語系奧林匹克委員會總會的會徽，而右面則印有2006年葡語系運動會的會徽。車輛登記號碼的物料也是採用反光的物料製成的。

### 澳門亞洲室內運動會

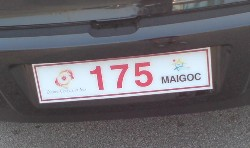
澳門亞洲室內運動會期間房車車牌樣式

為了配合第二屆亞洲室內運動會的成功舉辦以及方便各貴賓在澳門在任何地方上落的安排，治安警察局交通廳聯同2007年亞洲室內運動會澳門組織委員會達成協議，在2007年10月20日至11月6日期間特設有多種品牌房車超過500部，分別以由1起為數目為「車輛登記號碼」。牌面是白底紅字，在「車輛登記號碼」的左面印有亞奧理事會會徽。車輛登記號碼的物料也是採用反光的物料製成的。

## 澳門格蘭披治大賽車專用車牌
只於澳門大賽車舉辦期間使用的車牌︰
| 車牌號碼      | 含義         |
| ------------- | ------------ |
| MEDICAL       | 醫療車       |
| OFFICAL       | 賽事官員車輛 |
| SAFETY        | 安全車       |
| RACE CONTROL  | 賽事指揮專車 |
| RESCUE        | 救援車       |
| EXTRICATION   | 解困車       |
| EXTRICATION E | 解困車       |
| FIRE          | 賽會消防車   |

## 私人道路內專用車牌

### 漁人碼頭
| 字母          | 數字 | 含義                   |
| ------------- | ---- | ---------------------- |
| CASINO LEGEND | ×    | 勵宮娛樂場接駁車       |
| CLE           | -0×  | 漁人碼頭清潔車         |
| GLF           | -0×  | 漁人碼頭專用車         |
| MFW           | -0×  | 漁人碼頭觀光車         |
| MFW           | 520  | 漁人碼頭電單車特別展示 |
| V             | -00× | 漁人碼頭接駁車         |
| SEC           | -0×  | 漁人碼頭保安車         |
| STA           | -0×  | 漁人碼頭專用車         |

### 威尼斯人
| 車牌號碼    | 含義           |
| ----------- | -------------- |
| FAC-P12 0×× | 威尼斯人倉庫車 |

### 巴黎人
| 車牌號碼   | 含義           |
| ---------- | -------------- |
| FAC-P3 0×× | 威尼斯人倉庫車 |

### 倫敦人
| 車牌號碼    | 含義           |
| ----------- | -------------- |
| FAC-SCC 0×× | 威尼斯人倉庫車 |

### 銀河
| 車牌號碼 | 含義                   |
| -------- | ---------------------- |
| 30-××    | 酒店內部接送貴賓專用車 |
| GM-27-06 | 酒店外部接送貴賓專用車 |

## 香港車
擁有常規配額的香港車輛進入澳門：

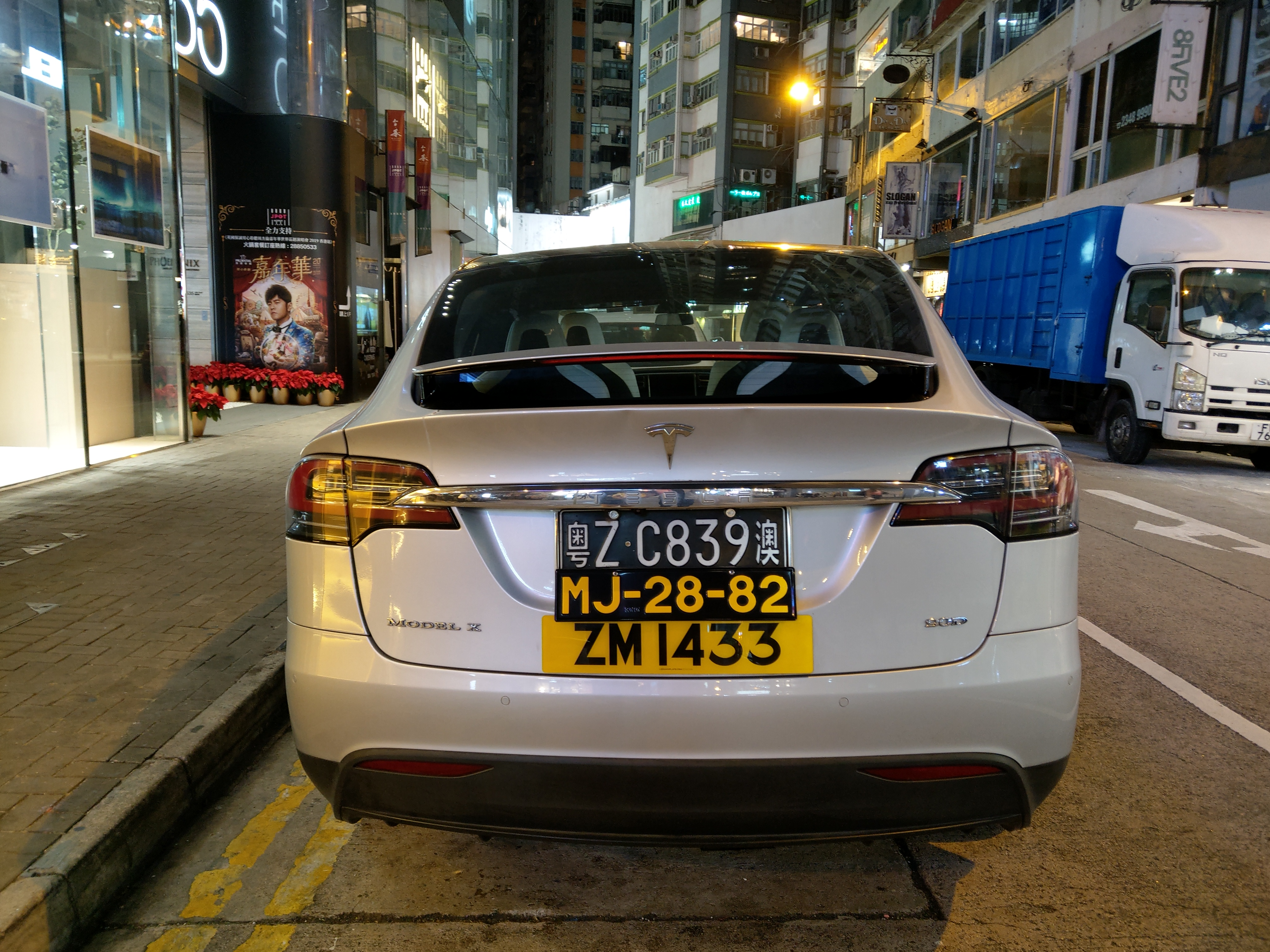
三地車牌樣式

透過往來港澳（市內）常規配額入境的香港私家車無須掛上澳門車牌，只需在車上張貼澳門發出的電子標籤、識別標誌及車輛邊境通行證。

## 個人專用註冊車牌
根據1998年4月8日《澳門政府公報》第14期第二組的經市政執行委員會通過的《個人專有註冊規章》，車主可申請個人專有註冊車牌，直至2023年為止，共發出27個個人專有車牌編號，並按購買個人專有註冊編號當時適用的費用，即每個個人專有車牌編號費用是澳門幣200萬元 (2016年之前只需100萬元)。截止2023年12月31日為止，澳門個人專用特別車牌共有21個。
個人專有車牌顏色以紅底黃/金字，申請人亦可使用非規定顏色，但需收取附加費20萬元。針對車牌的內容有相關規章規範，最基本內容不能涉及不雅用語。 主要分有下述三類規定︰
- 人名化個人專有註冊  以最少兩個及最多八個的羅馬字母或中文字書寫的全名或部分名字組成。人名化個人專有註冊應與車主身分證明文件所載的姓名 相符或應為其姓名的一部分。
- 字母數字式個人專有註冊。  由一個或兩個羅馬字母或中文字連接一個或兩個數目字組成。
- LS個人專有註冊  由「LS」連接一個或兩個數目字組成，過去由澳門市政廳舉行以公開拍賣形式進行。目前這種制度已取消。

### 現已知個人專用特別車牌[42]
| 車牌號碼 | 出現日期 | 目前狀態 | 擁有者                                  | 登記車款                                               |  |
| -------- | -------- | -------- | --------------------------------------- | ------------------------------------------------------ |  |
| 0NE      | 2012年   | 使用中   |                                         | 灰色 DAIHATSU - MOVE RS 2WD A/T                        |  |
| 5555     |          | 使用中   |                                         | 紫色 BENTLEY - MULSANNE 5-SEATER A/T VE                |  |
| A1       |          | 使用中   |                                         | 灰-藍色 OLLS-ROYCE - SPECTRE A/T                       |  |
| I3       | 1999年   | 使用中   |                                         | 深灰色寶馬iX                                           |  |
| I8       | 1999年   | 已註銷   |                                         | 深藍色雷諾Clio RS                                      |  |
| JP1      | 2014年後 | 使用中   |                                         | 白色 B.M.W. - 320I 4-DOOR (135KW) A/T                  |  |
| L0       |          | 使用中   |                                         | 橙色 PORSCHE - 911 GT3 RS PDK A/T                      |  |
| LO1      | 2015年   | 使用中   | 胡順成                                  | 銀色 PORSCHE - 911 TARGA 4S A/T                        |  |
| LO2      | 2014年後 | 使用中   | 胡順成                                  | 銀色 PORSCHE - 911 CARRERA S 3.8 A/T                   |  |
| LO 3     | 2010年   | 使用中   | 胡順成                                  | 綠色 LAMBORGHINI - GALLARDO LP560-4 COUPE A/T          |  |
| LOVE     | 2014年   | 使用中   | AMARE珠寶首飾有限公司                   | 粉紅色                                                 |  |
| Lucky    | 2014年後 | 已註銷   |                                         | 銀色法拉利812 Superfast                                |  |
| M1       | 2014年後 | 使用中   | 永利澳門有限公司                        | 紅色勞斯萊斯幻影                                       |  |
| MIRIAM   | 2014年   | 使用中   |                                         | 白色 BENTLEY - MULSANNE A/T                            |  |
| NO1      | 2014年後 | 使用中   |                                         | 黑色 MITSUBISHI - LANCER EVOLUTION X GSR 4WD M/T       |  |
| ONLY ONE | 2014年   | 使用中   | ONLY ONE CONSULTORIA COMERCIAL LIMITADA | 澳門商人陳慧玲專用座駕藍紫色瑪莎拉蒂GranTurismo        |  |
| R8       | 2008年   | 使用中   | 胡順成                                  | 銀色奧迪R8                                             |  |
| S8       | 2014年   | 使用中   |                                         | 紅黑色阿斯頓馬丁Vantage                                |  |
| SI       | 2015年   | 使用中   | 太陽城老板生意合作伙伴專用              | 車牌號曾寫為"Si"。澳門第一輛紫色帕加尼Huayra           |  |
| SUNCITY  | 2008年   | 已註銷   | 太陽城旅遊有限公司                      | 悍馬H2加長型                                           |  |
| V1       | 2013年   | 使用中   | 吳國壽                                  | 白色豐田Alphard                                        |  |
| V2       | 2014年後 | 使用中   | 吳國壽                                  | 白色 B.M.W. - 420I CONVERTIBLE (BASIC) A/T             |  |
| WU 3     |          | 已注銷   | 胡順成                                  | RENAULT- TWIZY Z,E A/T                                 |  |
| WU28     | 2007年   | 使用中   | 胡順成                                  | 銀色 PORSCHE-911 TURBO A/T                             |  |
| Zebra    |          | 使用中   |                                         | 白銀色 LAND ROVER-RANGE ROVER 5.0 AUTOBIOGRAPHY SC A/T |  |

## 其他
- 根據《機動車輛稅規章》及《道路法典規章》的相關規定，使用特別車牌：車牌底色應為黑色，字母、數目字及橫劃為黃色，以資識別其為免稅車輛。如違反規定，最高可被科處五萬澳門元的罰款。
- 由於內地與澳門的距離近，因此有車輛會時常到內地行走，那些車輛則需要掛上中國大陸汽車牌號（粵Z牌）。2016年12月20日，澳门单牌车可直接进入横琴岛，最初设有额度限制，至2022年8月22日全面放开[47]。2023年1月1日起，符合澳車北上计划条件的澳门单牌车辆可直接进入广东省[48]。
- 三輪車車牌：在過去，三輪車車牌號碼由三位數字組成。後來則以澳門市政廳的簡稱「LS」為起首，並以三位數字編號組成。隨着市政機構被裁撤，在2009年改由交通事務局負責管理後，如今改以「澳門」和「MACAU」標示，大概有宣傳澳門旅遊形象的用意。
- 單車車牌：在過去，每部單車車前軸有一永久性銅質號碼牌，以澳門/海島市政廳的簡稱「LS」為起首 (而早期則以市政廳的圖案)，並以一至五位數字編號組成。當每年納牌後，便會有一鋁質稅圈以鉚頂固定於前立柱，另外澳門市政廳/海島市政廳簽發的單車牌照簿，每年納牌後蓋印為憑，且須隨身携帶以備查驗。一直維持至1980年代才取消單車必須裝有車牌的規定。
- 工業機器車號牌：綠底黃字，以「MI」為起首，取意葡文「Máquina Industrial」。
- 古董車號牌：藍底白字的「H」字牌，因受業界較大回嚮後，目前暫緩推出。[49] 其定義一般指註冊時間超過25年以上的車輛，以方便未能通過2017年7月1日實行的廢氣檢測車輛使用，只準許在星期六、日及澳門公眾假期行駛，期間如有社團車會或私人機構主辦的老爺車活動，可向政府申請行駛。如從外來購入老爺車來澳並領牌駕駛，外購的車輛必需車款年份達到30年，並齊備正式登記及通過"FIVE"機構認可。
- 半掛車車牌：「1」至「999」。

## 澳門車牌列表
下表為只於澳門專用的常規車牌號碼︰
| 字母首位   | 字母次位                                            | 數字組成   | 出現日期 | 消失日期 | 備註 |
| ---------- | --------------------------------------------------- | ---------- | -------- | -------- | --- |
| A          | A                                                   | ××-××      | 2019年   | 使用中   | 2021年9月24日起正式成為民用及商業車輛車牌 |
| A          | B                                                   | ××-××      | 2023年   | 使用中   | 民用及商業車輛車牌 |
| A          | C                                                   | ××-××      | 2024年   | 使用中   | 民用及商業車輛車牌 |
| A          | D                                                   | ××-××      | 2025年   | 使用中   | 民用及商業車輛車牌 |
| A          | A/B/C                                               | ××-××      | 2021年   | 使用中   | 特別車牌（免稅） |
| A          | L                                                   | ××-EX      | ---      | 已消失   | 試驗車牌，後改由EX車牌取代 |
| C          | C                                                   | ---        | ---      | 已消失   | 領事車輛。現改為掛上鑲嵌有白底紅字刻有CC識號，且需掛上一般車牌                                                                                            |
| C          | D                                                   | ---        | ---      | 已消失   | 外交車輛。現改為掛上鑲嵌有白底紅字刻有CD識號，且需掛上一般車牌                                                                                            |
| C          | M                                                   | ×          | 1980年   | 使用中   | 輕型電單車車牌 |
| C          | M                                                   | ××         | 1980年   | 使用中   | 輕型電單車車牌 |
| C          | M                                                   | ×××        | 1980年   | 使用中   | 輕型電單車車牌 |
| C          | M                                                   | ××××       | 1980年   | 使用中   | 輕型電單車車牌 |
| C          | M                                                   | ×××××      | 1990年   | 使用中   | 輕型電單車車牌 |
| C          | M                                                   | ×××××      | ---      | 使用中   | 輕型電單車特別車牌（免稅） |
| C.         | T.                                                  | -×         | ---      | 已消失   | 澳葡政府郵政司專用車牌 |
| E          | S                                                   | ×          | ---      | 使用中   | 特別車牌 |
| E          | S                                                   | ××         | ---      | 使用中   | 特別車牌 |
| E          | S                                                   | ×××        | ---      | 使用中   | 特別車牌 |
| E          | X                                                   | ×          | ---      | 使用中   | 試驗車牌 |
| E          | X                                                   | ××         | ---      | 使用中   | 試驗車牌 |
| E          | X                                                   | ×××        | ---      | 使用中   | 試驗車牌 |
| E          | X                                                   | 1×××       | ---      | 使用中   | 試驗車牌 |
| G          | C                                                   | ××××       | 2023年   | 使用中   | 粵澳跨境營運車車牌 |
| G          | M                                                   | ---        | 1974年   | 1999年   | 澳門總督專用車牌 |
| G.         | P.                                                  | ---        | 1966年   | 1974年   | 省總督專用車牌 |
| GOVERNADOR | GOVERNADOR                                          | GOVERNADOR | ---      | 1966年   | 澳門總督早期車牌 |
| H          | H                                                   | ×          | 2017年   | 暫緩推出 | 老爺車車牌 |
| H          | H                                                   | ××         | 2017年   | 暫緩推出 | 老爺車車牌 |
| H          | K                                                   | ××-××      | 2019年   | 使用中   | 港珠澳大橋正式通車後，新一批常規配額入境澳門的香港私家車專用車牌                                                                                          |
| L          | S                                                   | №×         | ---      | 已消失   | 市政廳公共服務專用車牌 (如︰清潔輔助工具車) |
| L          | S                                                   | №××        | ---      | 已消失   | 市政廳公共服務專用車牌 (如︰清潔輔助工具車) |
| L.         | S                                                   | ×          | ---      | 1980年代 | 單車車牌，使用人造皮材質。 部分最早期單車車牌，在車牌上方刻有市政廳圖案，無需刻有L.S字樣，材質使用銻合金， 因此顏色底色為銀色。                           |
| L.         | S                                                   | ××         | ---      | 1980年代 | 單車車牌，使用人造皮材質。 部分最早期單車車牌，在車牌上方刻有市政廳圖案，無需刻有L.S字樣，材質使用銻合金， 因此顏色底色為銀色。                           |
| L.         | S                                                   | ×××        | ---      | 1980年代 | 單車車牌，使用人造皮材質。 部分最早期單車車牌，在車牌上方刻有市政廳圖案，無需刻有L.S字樣，材質使用銻合金， 因此顏色底色為銀色。                           |
| L.         | S                                                   | ××××       | ---      | 1980年代 | 單車車牌，使用人造皮材質。 部分最早期單車車牌，在車牌上方刻有市政廳圖案，無需刻有L.S字樣，材質使用銻合金， 因此顏色底色為銀色。                           |
| L.         | S                                                   | ×××××      | ---      | 1980年代 | 單車車牌，使用人造皮材質。 部分最早期單車車牌，在車牌上方刻有市政廳圖案，無需刻有L.S字樣，材質使用銻合金， 因此顏色底色為銀色。                           |
| L          | S                                                   | ×××        | ---      | 2009年   | 三輪車車牌 |
| M.         | M.                                                  | ×          | 1937年起 | 已取消   | 民用及商業車輛車牌，電單車車牌顏色為黑底白字，後來全數改為1×-××格式                                                                                       |
| M.         | M.                                                  | ××         | 1937年起 | 已取消   | 民用及商業車輛車牌，電單車車牌顏色為黑底白字，後來全數改為1×-××格式                                                                                       |
| M.         | M.                                                  | ×××        | 1937年起 | 已取消   | 民用及商業車輛車牌，電單車車牌顏色為黑底白字，後來全數改為1×-××格式                                                                                       |
| M.         | M.                                                  | ×.-C.B.    | 1937年起 | 1960年代 | 消防局車輛專用車牌 |
| M.         | M.                                                  | ×-O.P.     | 1937年起 | 1960年代 | 澳葡政府公共工程車輛專用車牌 |
| M.         | M.                                                  | ××-O.P.    | 1937年起 | 1960年代 | 澳葡政府公共工程車輛專用車牌 |
| M.         | M.                                                  | ×-P.       | 1937年起 | 1960年代 | 警察車輛專用車牌 |
| M.         | M.                                                  | ××-P.      | 1937年起 | 1960年代 | 警察車輛專用車牌 |
| M.         | M.                                                  | ×.P.E      | 1937年起 | 1960年代 | 主教公署座駕專用車牌 (M.3.P.E) |
| M.         | M.                                                  | ×××        | 1937年起 | 已取消   | 民用及商業車輛車牌；車牌顏色曾使用白底黑字，在1961年起全數改為1×-××格式                                                                                   |
| M          | M                                                   | ××-××      | 1956年   | 使用中   | 政府、民用及商業車輛車牌；早期4位數字之間沒有"-"號。 市政廳曾將05-××至09-××作為民用及商業車輛車牌，後來於1980年代收回，並正式 規定0×-××開頭為政府專用車牌 |
| M          | A                                                   | ××-××      | 1977年   | 使用中   | 政府、民用及商業車輛車牌 |
| M          | ACAU                                                | ×××        | 1999年   | 1999年   | 澳門政權交接期間接載貴賓人員專用車牌 |
| 澳門 M     | ACAU                                                | 0××        | 2009年起 | 使用中   | 三輪車車牌 |
| M          | B                                                   | ××-××      | 1981年   | 使用中   | 政府、民用及商業車輛車牌 |
| M          | C                                                   | ××-××      | 1986年   | 使用中   | 政府、民用及商業車輛車牌 |
| M          | D                                                   | ××-××      | 1990年   | 使用中   | 政府、民用及商業車輛車牌 |
| M          | E                                                   | ××-××      | 1950年起 | 使用中   | 1976年前為葡萄牙駐澳陸軍部軍用車用途；1992年起改為政府、民用及商業車輛車牌                                                                                |
| M          | F                                                   | ××-××      | 1994年   | 使用中   | 政府、民用及商業車輛車牌 |
| M          | G                                                   | ××-××      | 1937年起 | 使用中   | 1976年前為葡萄牙駐澳陸軍用車用途；1996年起改為政府、民用及商業車輛車牌                                                                                    |
| M          | H                                                   | ××-××      | 1998年   | 使用中   | 政府、民用及商業車輛車牌 |
| M          | I                                                   | ×          | 1968年起 | 已消失   | 工業機器車牌 |
| M          | I                                                   | ××         | 1968年起 | 已消失   | 工業機器車牌 |
| M          | I                                                   | ×××        | 1968年起 | 使用中   | 工業機器車牌 |
| M          | I                                                   | ××-××      | 2000年   | 使用中   | 政府、民用及商業車輛車牌 |
| M          | J                                                   | ××-××      | 2002年   | 使用中   | 政府、民用及商業車輛車牌 |
| M          | K                                                   | ××-××      | 2003年   | 使用中   | 政府、民用及商業車輛車牌 |
| M          | L                                                   | ××-××      | 2004年   | 使用中   | 政府、民用及商業車輛車牌 |
| M          | M                                                   | ××-××      | 2006年   | 使用中   | 政府、民用及商業車輛車牌 |
| M          | N                                                   | ××-××      | 2007年   | 使用中   | 民用及商業車輛車牌 |
| M          | O                                                   | ××-××      | 2008年   | 使用中   | 民用及商業車輛車牌 |
| M          | P                                                   | ××-××      | 2010年   | 使用中   | 民用及商業車輛車牌 |
| M          | Q                                                   | ××-××      | 2011年   | 使用中   | 民用及商業車輛車牌 (重型電單車除外) |
| M          | R                                                   | ××-××      | 2012年   | 使用中   | 民用及商業車輛車牌 |
| M          | S                                                   | ××-××      | 2013年   | 使用中   | 民用及商業車輛車牌 |
| M          | T                                                   | ××-××      | 2014年   | 使用中   | 民用及商業車輛車牌 |
| M          | U                                                   | ××-××      | 2015年   | 使用中   | 民用及商業車輛車牌 |
| M          | W                                                   | ××-××      | 2015年   | 使用中   | 政府、民用及商業車輛車牌 |
| M          | X                                                   | ××-××      | 2017年   | 使用中   | 民用及商業車輛車牌 |
| M          | Y                                                   | ××-××      | 2018年   | 使用中   | 民用及商業車輛車牌 |
| M          | Z                                                   | ××-××      | 2020年   | 使用中   | 民用及商業車輛車牌 |
| M          | A/B/C/D/E/F/G/H/ J/K/L/M/ N/O/P/Q/ R/S/T/U/ W/X/Y/Z | ××-××      | 1997年   | 使用中   | 特別車牌（免稅） |
| M          | JC                                                  | -×         | 1989     | 使用中   | 澳門賽馬會場內專用車牌 |
| M          | JC                                                  | -1×        | 1989     | 使用中   | 澳門賽馬會場內專用車牌 |
| O.         | P.                                                  | №×         | ---      | 已消失   | 澳葡政府公共工程車輛專用車牌 |
| O.         | P.                                                  | №××        | ---      | 已消失   | 澳葡政府公共工程車輛專用車牌 |
| S.         | E.                                                  | №×         | ---      | 已消失   | 澳葡政府經濟服務專用車牌 |
| S.         | E.                                                  | №××        | ---      | 已消失   | 澳葡政府經濟服務專用車牌 |
| S          | M                                                   | ×          | 1930年代 | 已消失   | 早期葡萄牙駐澳陸軍用車用途 |
| S          | M                                                   | ××         | 1930年代 | 已消失   | 早期葡萄牙駐澳陸軍用車用途 |
| T          | T                                                   | ×          | ---      | 使用中   | 臨時車牌 |
| T          | T                                                   | ××         | ---      | 使用中   | 臨時車牌 |
| T          | T                                                   | ×××        | ---      | 使用中   | 臨時車牌 |
| T          | No.                                                 | 1          | 1960年代 | 已消失   | 海島市氹仔市市長專用座駕 |
| T          | No.                                                 | ×          | 1960年代 | 已消失   | 海島市氹仔島車牌，後來全數統一改為「M-1×-××」格式 |
| T          | No.                                                 | ××         | 1960年代 | 已消失   | 海島市氹仔島車牌，後來全數統一改為「M-1×-××」格式 |
| Z          | A                                                   | 0×-××      | 1999年   | 使用中   | 中國人民解放軍駐澳部隊車輛 |
| ---        | ---                                                 | ×          | 1981年   | 已消失   | 半懸掛車車牌 |
| ---        | ---                                                 | ××         | 1984年   | 使用中   | 半懸掛車車牌 |
| ---        | ---                                                 | ×××        | 1990年   | 使用中   | 半懸掛車車牌 |
| ---        | ---                                                 | ×          | 2005年   | 2007年   | 大型國際體育運動會舉行期間專用車牌，車牌號碼左右方均有圖案                                                                                                |
| ---        | ---                                                 | ××         | 2005年   | 2007年   | 大型國際體育運動會舉行期間專用車牌，車牌號碼左右方均有圖案                                                                                                |
| ---        | ---                                                 | ×××        | 2005年   | 2007年   | 大型國際體育運動會舉行期間專用車牌，車牌號碼左右方均有圖案                                                                                                |
| ---        | ---                                                 | ×          | ---      | 1980年   | 改以「CM」配數字組成。早期更會刻有市政廳圖案。 |
| ---        | ---                                                 | ××         | ---      | 1980年   | 改以「CM」配數字組成。早期更會刻有市政廳圖案。 |
| ---        | ---                                                 | ×××        | ---      | 1980年   | 改以「CM」配數字組成。早期更會刻有市政廳圖案。 |
| ---        | ---                                                 | ××××       | ---      | 1980年   | 改以「CM」配數字組成。早期更會刻有市政廳圖案。 |
| ---        | ---                                                 | ×××        | ---      | 已消失   | 最早期三輪車車牌 |

## 外部連結
- 交通事務局（页面存档备份，存于）
- 车牌号查询（页面存档备份，存于）